# Poléziai vajdaság

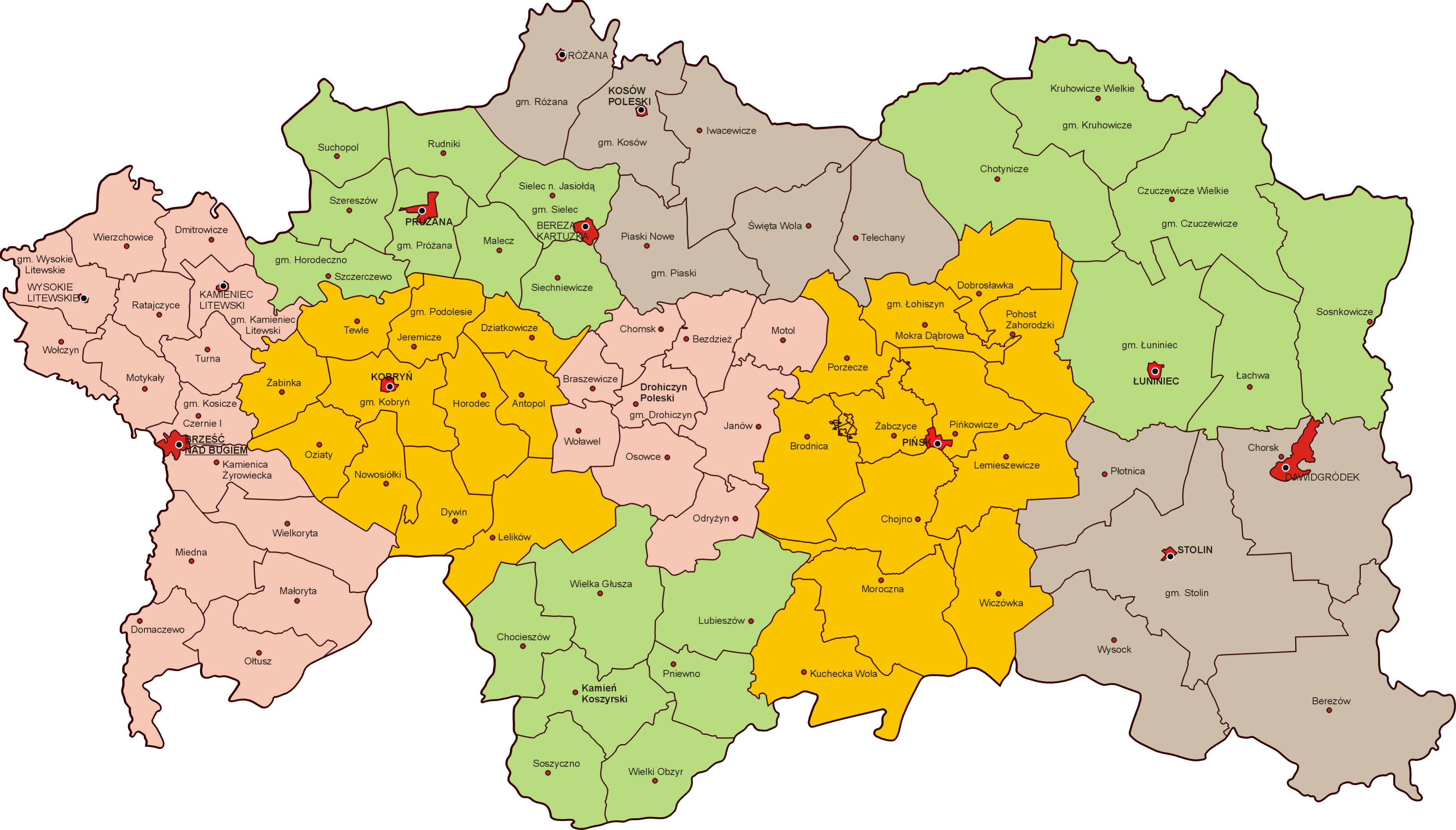

A Poléziai vajdaság (lengyelül: województwo poleskie) a második világháború előtti Lengyelország (1918–1939) közigazgatási egysége volt. 1939 szeptemberében szűnt meg, miután a náci Németország és a Szovjetunió megszállták Lengyelországot.

## Demográfiája
A vajdaság székhelye és egyben legnagyobb városa Brześć volt, amelynek 1931-ben mintegy 48 ezer lakosa volt. Kilenc megyéből (powiat) állt és 12 jelentős városa volt. 1921-ben a vajdaság népessége 879 417 volt, a népsűrűség pedig mintegy 20,8 személy/km², a legalacsonyabb Lengyelországban ebben az időszakban. 1931-re a népesség 1,1322 millióra nőtt, a népsűrűség pedig 31-re, hála a kormányzat támogatta betelepítési politikának, illetve az oktatás, a kereskedelem és az ipar fejlesztésének a városi központokban. Mindezeket a cári Oroszország fennhatóságának idején elhanyagolták. Polézia városi lakosságának 49,2%-át tették ki a zsidók, ez a legmagasabb arány volt a háború előtti Lengyelországban. Főleg a kiskereskedelemben, a kereskedelemben és a kisiparban tevékenykedtek.
Az 1931-es népszámlálás szerint a vajdaság népességének mintegy 80,6%-a élt a mezőgazdaságból. Az 50 hektárnál nagyobb földek tulajdonosainak a 65,4%-a volt lengyel, és 17,8%-uk volt fehéroroszok kezében. Lakosainak többsége (62,6%-a) tutejszynek, azaz etnikai önmegjelölés nélküli „helybélinek” tartotta magát. Ők jórészt fehérorosz és ukrán eredetű parasztok lehettek. a lengyelek a népességnek mintegy 15%-át tették ki, a főleg délkeleten élő ukránok körülbelül 5%-ot, a fehéroroszok 6,6%-ot, a zsidók pedig, akik főképp a városokban éltek, mintegy 10%-ot. Oroszok kisebb közösségei is éltek Poléziában. Az orosz birodalom örökségeként itt volt a legmagasabb Lengyelországban az írástudatlanok aránya: az országos átlag 23,1%-kal szemben 48,4% 1931-ben.

## Fekvése és területe
A vajdaság területe kezdetben 42 149 km² volt (azaz körülbelül akkora, mint a mai Hollandia). Sarnyi megyét azonban 1930-ban a szomszédos Volhíniai vajdasághoz csapták, és így a Poléziai vajdaság területe 36 668 km²-re zsugorodott. Még így is a háború előtti Lengyelország legnagyobb vajdasága maradt. 
Polézia a korabeli lengyel állam keleti felében feküdt. Keleti szomszédja a Szovjetunió volt, nyugatról a Lublini vajdaság és a białystoki vajdaság határolta, északról Nowogródek, délről pedig Volhínia. Legnagyobb részét a Poléziai-mocsárvidék tette ki: hatalmas lapos, ritkán lakott vidék sok folyóval és patakkal. Sok faluba és tanyára csak csónakkal lehetett eljutni, különösen kora tavasszal, amikor a Pripjaty és más folyók, mint a Pina, a Sztir és a Goriny a hóolvadástól megáradtak. 1937-ben a vajdaság területének egyharmadát borította erdő, miközben az országos átlag 22,2% volt. Polézia legnagyobb tava, a Wygonowskie az Ogiński-csatornánál feküdt. 1939 tavaszán, a háború előtt kezdődött a 127 kilométer hosszú Kamienny-csatorna építése. Ennek Pinszket az akkor már Volhíniához tartozó Sarnyi megyével kellett összekötnie.

## Városai és megyéi
Bresztnek, a vajdaság székhelyének és legnagyobb városának nem volt nagyon nagy lakossága: az 1931-es népszámlálás szerint 50 700, 1939 közepén pedig 55 000 (tehát Eger méretű volt). Egyéb jelentős városai: Pińsk (31 900-as népességgel 1931-ben), Dawidgródek (11 500), Kobryń (10 100) és Prużana (6500).

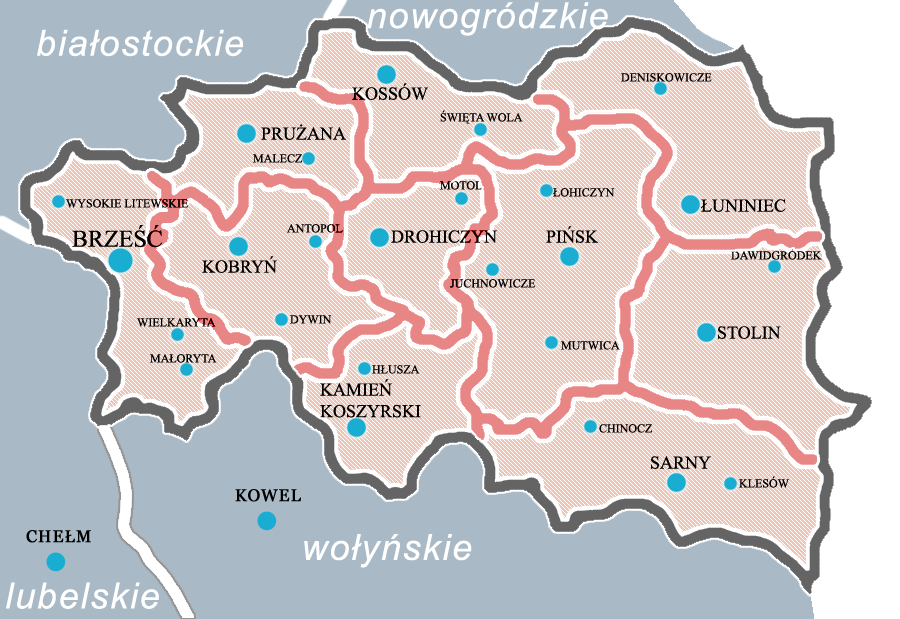
A vajdaság közigazgatási felosztása. 1930-ban Sarny megyét (lent, jobbra) a Volhíniai vajdasághoz csatolták.

### APoléziai vajdaságmegyéi
- Brześći megye (területe 4625 km², népessége 216 200),
- Drohiczyn Poleski megye (területe 2351 km², népessége 97 000),
- Iwacewicze megye (területe 3562 km², népessége 83 700),
- Kamień Koszyrski megye (területe 3243 km², népessége 95 000),
- Kobryń megye (területe 3545 km², népessége 114 000),
- Łuniniec megye (területe 5722 km², népessége 109 300),
- Pińsk megye (területe 5587 km², népessége 183 600),
- Prużana megye (területe 2644 km², népessége 108 600),
- Stolin megye (területe 5389 km², népessége 124 800).

## Fordítás
Ez a szócikk részben vagy egészben  a   Polesie Voivodeship című angol Wikipédia-szócikk ezen változatának fordításán alapul.  Az eredeti cikk szerkesztőit annak laptörténete sorolja fel. Ez a jelzés csupán a megfogalmazás eredetét és a szerzői jogokat jelzi, nem szolgál a cikkben szereplő információk forrásmegjelöléseként.